# Projekt 266
Projekt 266 Rubin (v kódu NATO třída Yurka) je třída oceánských minolovek sovětského námořnictva z doby studené války. Celkem bylo postaveno cca 54 jednotek této třídy. Třída byla exportována do Egypta (4) a Vietnamu (2). Ruské námořnictvo již tento typ vyřadilo.

## Stavba
V letech 1963–1972 bylo pro sovětské námořnictvo postaveno asi 50 minolovek této třídy. Další čtyři minolovky byly ve zjednodušené verzi postaveny pro Egyptské námořnictvo.

## Konstrukce
Trup plavidel byl vyroben z oceli. Hlavňovou výzbroj tvoří dva 30mm dvoukanóny AK-230M. K obraně proti napadení ze vzduchu byla během služby přidávána dvě čtyřnásobná vypouštěcí zařízení protiletadlových řízených střel 9K32 Strela-2. Plavidla mohou nést až 10 min a 36 hlubinných náloží BGB. Pohonný systém tvoří dva diesely M-503B o výkonu 4000 kW. Lodní šrouby jsou dva. Nejvyšší rychlost dosahuje 17 uzlů.

### Modernizace
Roku 2020 bylo oznámeno, že obě vietnamské minolovky byly v rámci modernizace vybaveny moderními podmořskými drony Pluto Plus.

## Zahraniční uživatelé
Egypt
- Egyptské námořnictvo

 Vietnam
- Vietnamské lidové námořnictvo – získalo dvě jednotky této třídy (trupová čísla 851 a 852, ex MT-221). Obě jednotky byly roku 1970 zařazeny do sovětského námořnictva a v letech 1980–1981 je získal Vietnam.[2]